# Susanne Sachsse
Susanne Sachsse (* 3. September 1965) ist eine deutsche Theater- und Filmschauspielerin sowie Hörspielautorin, -sprecherin und Theaterregisseurin.

## Leben
Susanne Sachsse wuchs in der DDR auf und war als Theaterschauspielerin beim Berliner Ensemble engagiert. Seit 2000 ist sie freischaffend und war Mitgründerin des Kunstkollektivs Cheap und wirkte unter anderem in Produktionen des Volksbühne Berlin, Hebbel am Ufer und der Schaubühne am Lehniner Platz mit. Sie trat in verschiedenen Filmen wie Alaska.de, Der alte Affe Angst und Werken des Filmemachers Bruce LaBruce auf.
2017 inszenierte sie die Konzertperformance Original Sin über das Leben ihrer Großmutter in der DDR, was sie 2019 innerhalb der Reihe 30 Jahre Mauerfall auch zu einem Hörspiel verarbeitete.

## Filmografie (Auswahl)
- 1998: Stubbe und der Tote an Loch Neun
- 2000: Alaska.de
- 2000: Der Irre
- 2003: Der alte Affe Angst
- 2004: The Raspberry Reich
- 2006: 18:15 ab Ostkreuz
- 2007: After Effect
- 2008: Otto; or, Up with Dead People
- 2009: Seeking Me You Sat Exhausted
- 2011: We Will Be Strong in Our Weakness
- 2013: Serious Ladies (Kurzfilm)
- 2014: Pierrot Lunaire
- 2017: Die Misandristinnen
- 2017: Ulrike’s Brain
- 2018: Das schönste Paar

## Hörspiele (Auswahl)
Autorin und Regie:
- 2019: 30 Jahre Mauerfall: Original Sin. Der Gang der Frau im Sozialismus (Hörspielbearbeitung – NDR)

Sprecherin:
- 2003: Stefan Amzoll: Putze Polina – Regie: Wolfgang Rindfleisch (Original-Hörspiel – Deutschlandradio)
- 2004: Holger Böhme: Spritztour mit Leichenwagen (Schwester) – Regie: Wolfgang Rindfleisch (Originalhörspiel, Kriminalhörspiel – Deutschlandradio)
- 2005: Wolfgang Zander: Titanic Viperngrund (Rita) – Regie: Wolfgang Rindfleisch (Originalhörspiel, Kriminalhörspiel – Deutschlandradio)
- 2006: Carey Harrison: Jenseits der Sonne (Pflegerin) – Regie: Wolfgang Rindfleisch (Originalhörspiel – Deutschlandradio)
- 2007: Werner Boder: Die Wirtschaft boomt oder Do ut des – Regie: Wolfgang Rindfleisch (Originalhörspiel, Kurzhörspiel – RBB)
- 2007: Matthias Wittekindt, Christoph Kalkowski: Der Kongress der Supervisionäre (Schwester) – Regie: Christoph Kalkowski (Originalhörspiel, Science-Fiction-Hörspiel – RBB)
- 2008: Sergi Belbel: In der Toskana (Marta) – Bearbeitung, Dramaturgie und Regie: Gabriele Bigott (Hörspielbearbeitung – RBB)
- 2008: Tilla Lingenberg: Aus den Fugen (4. Folge: Wer wird Pensionär?) – Regie: Wolfgang Rindfleisch (Originalhörspiel, Kurzhörspiel – RBB)
- 2010: Christoph Prochnow: Der letzte Schritt (Schwester) – Regie: Wolfgang Rindfleisch (Originalhörspiel, Kriminalhörspiel – RBB)
- 2012: Christian Hussel: Die Rubine des Berbers (Melanie Bräuer, Verkäuferin) – Regie: Wolfgang Rindfleisch (Originalhörspiel, Kriminalhörspiel – Deutschlandradio)
- 2018: Edward Morgan Forster: Die Maschine steht still (Vasháti) – Bearbeitung, Komposition und Regie: Felix Kubin (Hörspielbearbeitung – NDR)
  - Auszeichnungen: ARD-Online-Award 2018, hr2-Hörbuchbestenliste Oktober 2019 und Nominierung für den Deutschen Hörspielpreis der ARD 2018
- 2020: Saralisa Volm: Wir haben keine Krise (Mama) – Regie: Saralisa Volm (Originalhörspiel – Deutschlandradio)